# Gaston Milhaud
Gaston Samuel Milhaud (* 10. August 1858 in Nîmes; † 1. Oktober 1918 in Paris) war ein französischer Mathematiker, Wissenschaftstheoretiker und Wissenschaftshistoriker.

## Wirken
Milhaud studierte Mathematik bei Gaston Darboux an der École normale supérieure mit der Agrégation in Mathematik 1881 und war danach bis 1909 Gymnasiallehrer (Professor) in Le Havre, wo er sich durch die Begegnung mit Pierre Janet stark für Wissenschaftsgeschichte und besonders antike griechische Wissenschaft zu interessieren begann. Ab 1891 war er Professor der Mathematik an der Universität in Montpellier und gab eine Reihe Vorlesungen über die Ursprünge griechischer Wissenschaft, die 1893 veröffentlicht wurden. 1894 wurde er in Paris promoviert mit einer Arbeit über die Grenzen der Sicherheit der Logik, die bald nach der Veröffentlichung mehrere Auflagen erlebte und seinen Ruf begründete. 1895 wurde er Professor für Philosophie in Montpellier. Ab 1909 war er Professor für Philosophie an der Pariser Sorbonne am Lehrstuhl für „Philosophie und ihre Beziehungen zu den exakten Wissenschaften“, der extra für ihn eingerichtet wurde. 
Milhaud gehörte zu einer Gruppe von Wissenschaftlern, welche empirische Untersuchungen und den in Frankreich verbreiteten Positivismus weitestgehend ablehnten. Die Spontanität des Geistes steht für ihn im Vordergrund seiner Überlegungen. Seiner Meinung nach führt nur eine feste Orientierung an mathematischen Grundprinzipien zu absoluter Gewissheit. Mit seiner Geisteshaltung gehörte Milhaud zu den Mitbegründern des Konventionalismus. Als Wissenschaftshistoriker befasste er sich unter anderem mit Zenon von Elea und als Wissenschaftsphilosoph mit logischen Widersprüchen und der Rolle von Demonstrationen und Beweisen in Mathematik und Physik. Seine Beschäftigung mit Wissenschaftsgeschichte war für ihn eng mit philosophischen Überlegungen über die Grundlagen des jeweiligen Gebiets verbunden. Auch wenn er sich hauptsächlich mit antiker griechischer Wissenschaft befasste war er auch verantwortlich für ein neu erwachtes Interesse an René Descartes als Wissenschaftler.
Er ist Neukantianer und wird dem Neokritizismus (Charles Renouvier) zugerechnet.
Sein Sohn Gérard Milhaud arbeitete mit Charles Adam an der Ausgabe der Briefe von Descartes.

## Werke (in Auswahl)
- Leçons sur le origines de la science grecque, Paris 1893
- Essai sur le conditions et les limtes de la certitude logique, Paris 1894, 4. Auflage 1924
- Le rationnel, Paris 1898
- Les philosophes-géomètres de la Grèce. Platon et es prédéceseurs, Paris 1900
- Le positivisme et le progrès d’esprit (Études critiques sur Auguste Comte), Paris 1902
- Études sur la pensée scientifique chez le Grecs et chez les modernes, Paris 1906
- Descartes savant, Paris 1920
- Nouvelles études sur l’histoire de la pensée scientifique, Paris 1911
- Études sur Cournot, Paris 1927
- La philosophie de Charles Renouvier, Paris 1927